# 호세 안토니오 카마초
호세 안토니오 카마초 알파로(스페인어: José Antonio Camacho Alfaro, 1955년 6월 8일 ~ )는 스페인의 전직 축구 선수 겸 축구 감독이며, 선수 시절 포지션은 수비수(레프트 백)였다.
선수 시절 15년 동안 레알 마드리드 소속으로 뛰면서 500경기를 넘는 공식 경기에 출전했으며 팀이 19차례나 메이저 대회 타이틀을 획득하는 데에 공헌했다. 선수 생활 은퇴 이후부터 감독 생활을 시작했으며 1998년부터 2002년까지 스페인 대표팀 감독을 맡았다.

## 경력

### 클럽
무르시아 지방 시에사에서 태어났으며 알바세테 발롬피에 유소년 팀에 입단했다. 18세 때 레알 마드리드로 이적하자마자 1군 팀의 선발 멤버로 발탁되었고 루이스 몰로우니 감독으로부터 왼쪽 수비수 역할을 부여받았다. 레알 마드리드 소속으로 뛰는 동안 600경기에 가까운 공식 경기(이 가운데 414경기는 리그 경기)에 출전했으며 왼쪽 수비수 역할을 담당했던 라파엘 고르디요와 함께 절묘한 조화를 이루었다. 1978년 1월 훈련 도중에 부상을 입기도 했지만 불과 2년 만에 복귀하면서 원래 모습을 회복했다. 1989년 현역 은퇴할 때까지 팀의 라 리가 9회 우승, 코파 델 레이 5회 우승, 수페르코파 데 에스파냐 2회 우승, UEFA컵 2회 우승에 공헌했다.

### 국가대표
20세가 되기도 전인 1975년 2월 5일 스코틀랜드와의 UEFA 유로 1976 예선 경기(스페인은 스코틀랜드와 1-1로 비김)에 처음 출전하면서 스페인 대표팀에 데뷔했다. 13년 동안 스페인 대표팀의 수비 역할을 담당했고 1982년 FIFA 월드컵과 UEFA 유로 1984, 1986년 FIFA 월드컵, UEFA 유로 1988에서 스페인 대표로 출전했다. 33세 때인 1988년 서독과의 경기(스페인은 서독에 0-2로 패함)를 끝으로 대표팀에서 은퇴했다.

### 감독

#### 초반
1989년 현역 은퇴와 함께 레알 마드리드의 코치로 취임했다. 라요 바예카노와 에스파뇰의 감독을 맡으면서 프로 감독 생활을 시작했으며 1996년 세비야의 감독으로 취임했지만 불과 1년 만에 해임되었고 1998년 레알 마드리드 1군 팀의 감독으로 취임했지만 코칭 스태프와의 갈등으로 인해 22일 만에 사퇴했다.

#### 스페인 대표팀
1998년 9월 키프로스와의 UEFA 유로 2000 예선 경기에서 2-3 패배에 대한 충격으로 인해 사임한 하비에르 클레멘테 스페인 대표팀 감독의 후임으로 취임했다.
카마초 감독의 지휘하에 있던 스페인은 UEFA 유로 2000 본선에서 8강에 진출했지만 프랑스(UEFA 유로 2000 우승 팀)와의 8강전에서 1-2 패배를 당하고 만다. 2002년 FIFA 월드컵에서 스페인을 8강전에 진출시켰지만 대한민국과의 경기에서 패하자 사임했고 이냐키 사에스가 그의 후임으로 취임했다.

#### 벤피카
2002년 11월 29일 시즌 진행 도중에 해임된 제주알두 페레이라 벤피카 감독의 후임으로 취임했다. 2003-04 시즌에서 연장전까지 가는 접전 끝에 포르투(당시 조제 모리뉴 감독이 이끌던 팀)를 누르고 타사 드 포르투갈에서 우승을 차지하는 데에 공헌했다. 현역 선수 시절 거친 태클로 유명했지만 인간미를 동시에 갖고 있는 것으로 알려져 있다. 특히 벤피카 소속으로 뛰고 있던 페헤르 미클로시 선수가 비토리아 기마랑이스와의 경기 도중에 사망했다는 소식을 듣고 쓰러지면서 통곡했다는 일화가 전한다.

#### 레알 마드리드
2004년 여름에는 레알 마드리드와 2년 계약을 맺고 카를루스 케이루스 감독의 후임으로 취임했지만 2004년 9월 바이어 레버쿠젠과의 UEFA 챔피언스리그 조별 예선 경기(레알 마드리드는 바이어 레버쿠젠에 0-3으로 패함)와 에스파뇰과의 라 리가 경기(레알 마드리드는 에스파뇰에 0-1로 패함)에 연달아 패배를 당하게 되자 취임한 지 불과 4개월 만에 사퇴했고 마리아노 가르시아 레몬 코치에게 지휘봉을 넘겨주고 만다.

#### 벤피카 복귀
2007-08 프리메이라리가 시즌 개막전에서 레이종이스와 1-1로 비긴 책임을 지고 사퇴한 페르난두 산투스 벤피카 감독의 후임으로 취임하면서 3년 만에 벤피카로 복귀했다. 그러나 2시즌 연속으로 큰 성과를 얻지 못한 팀을 활성화시키지 못했고 결국 2008년 3월 9일에 열린 리그 최하위 레이리아와의 홈 경기 직전에 자진 사퇴하게 된다.

#### 오사수나
UEFA 유로 2008 기간 동안 스페인의 텔레비전 방송국인 쿠아트로(Cuatro)에서 해설자를 맡았으며 2010년 FIFA 월드컵 기간에도 해설자를 맡았다. 2008년 10월 13일 호세 앙헬 시간다 오사수나 감독의 후임으로 취임했지만 2011년 2월 14일 레알 소시에다드에 0-1로 패하면서 팀을 강등권으로 추락시킨 책임을 지고 해임되었다.

#### 중국 대표팀
2011년 8월 14일 중국 대표팀 감독으로 취임했다. 연봉은 800만 달러로 추산된다. 중국은 2014년 FIFA 월드컵 아시아 지역 3차 예선에서 탈락했다. 중국은 2012년 9월 10일에 열린 브라질과의 친선 경기에서 0-8 참패를 당했는데 이 패배는 중국 축구 대표팀 역사상 최다 점수차 패배로 기록되었다. 또한 중국은 2013년 6월 15일에 열린 태국과의 친선 경기에서 충격적인 1-5 패배를 기록했다. 2013년 6월 24일 중국 축구 협회는 호세 안토니오 카마초 대표팀 감독을 공식 해임시켰다.

## 수상

### 선수

#### 클럽
레알 마드리드
- UEFA컵 2회 우승 (1984–85, 1985–86)
- 라 리가 9회 우승 (1974–75, 1975–76, 1977–78, 1978–79, 1979–80, 1985–86, 1986–87, 1987–88, 1988–89)
- 코파 델 레이 5회 우승 (1973–74, 1974–75, 1979–80, 1981–82, 1988–89)
- 코파 데 라 리가 1회 우승 (1984–85)
- 수페르코파 데 에스파냐 2회 우승 (1988, 1989)

#### 국가대표
스페인
- UEFA 유로 1984 준우승

### 감독
벤피카
- 타사 드 포르투갈 1회 우승 (2003–04)